# Pseudobulweria aterrima
El petrel de Reunión (Pseudobulweria aterrima) es una especie de ave procelariforme de la familia Procellariidae, perteneciente al género Pseudobulweria. Es una especie en peligro de crítico de extinción, ya que su tasa de reproducción es muy pequeña. Vive en los acantilados de la isla Reunión (en el archipiélago de las islas Mascareñas) y en sectores adyacentes del Océano Índico. Su tamaño no supera los 36 centímetros de largo.